# Enrico Caria
Enrico Caria (Roma, 7 agosto 1957) è un regista, scrittore e giornalista italiano.

## Biografia
Nato a Roma ma napoletano d'adozione esordisce come vignettista per La voce della Campania diretta da Michele Santoro. Disegna e scrive poi su Paese Sera, Lotta Continua, Il Mattino, Cuore, La Repubblica, L'Unità,  Il Roma, L'Umanità, Il Manifesto, Il Fatto Quotidiano e altre testate minori. Inizia la sua carriera di sceneggiatore sotto la guida di Ettore Scola, suo mentore, cui rimarrà legato sia professionalmente sia da un rapporto di amicizia, per poi lavorare al fianco di Nino Manfredi. Autore e inviato per Le Iene, scrive per la radio, la televisione e il cinema: per il grande schermo scrive e dirige commedie nere e satiriche (17, ovvero: l'incredibile e triste storia del cinico Rudy Caino con Peppe Barra e Giovanni Mauriello, Carogne (con Alessandro Haber, Daniele Formica e Milena Vukotic), Blek Giek (con Lillo e Greg), il mockumentary L'era legale (con Patrizio Rispo, Cristina Donadio e Isabella Rossellini), il docufilm "Vedi Napoli e poi muori" dove per la prima volta appare sullo schermo un giovanissimo Roberto Saviano. Ha pubblicato quattro libri "Bandidos" (Feltrinelli),  "L'uomo che cambiava idea" (Rizzoli), "Indagine su un mago senza testa" (Fanucci) "Ricordati che devi ridere" (La Lepre) raccolta dei suoi articoli satirici pubblicati su Alias  -inserto culturale de Il Manifesto- con le vignette di Stefano Disegni. Per la colonna sonora dei suoi film, ha collaborato con i musicisti Daniele Sepe, Vittorio Cosma, Pivio e Aldo De Scalzi. 
Nel 2017, con L'uomo che non cambiò la storia, Caria vince il Globo d'Oro per il miglior documentario.
Suo padre era il politico e deputato antifascista Filippo Caria, morto nel 2015. È cugino del doppiatore Stefano De Sando

## Filmografia parziale
- 17, ovvero: l'incredibile e triste storia del cinico Rudy Caino (1990)
- Carogne (1995)
- Blek Giek (2000)
- Vedi Napoli e poi muori (2006)
- L'era legale (2011)
- L'uomo che non cambiò la storia (2016)
- Think Big (Filminuto 2020)

## Opere
- Bandidos, 1994
- L'uomo che cambiava idea, 2007
- Indagine su un mago senza testa, 2016
- Ricordati che devi ridere, 2021